# Arctosa frequentissima
Arctosa frequentissima este o specie de păianjeni din genul Arctosa, familia Lycosidae, descrisă de Caporiacco, 1947. Conform Catalogue of Life specia Arctosa frequentissima nu are subspecii cunoscute.